# Dinastia Yuan
Dinastia Yuan (în chineză: 元朝; scris pinyin yuán cháo; în mongolă: ᠶᠡᠬᠡ ᠦᠨ ᠤᠯᠤᠰ) este o dinastie mongolă care a domnit între anii 1271–1368 în China.
Dinastia a fost proclamată în anul 1271 de Kublai nepotul lui Ginghis Han, proclamare care a avut loc după înfrângerea dinasiei Song și capitularea orașului Hangzhou, azi capitala provinciei Zhejiang. Dinastia mongolă a fost numai formal recunoscută, fiind continuate conflictele cu mongolii din stepă, sau Hoarda de Aur.